# Élection présidentielle lituanienne de 1997-1998
L'élection présidentielle lituanienne de 1997-1998 (en lituanien 1997-1998 m. Lietuvos Respublikos Prezidento rinkimai) est la deuxième élection du président de la République de Lituanie depuis la restauration de l'indépendance du pays en 1990-91.